# إي. إيرل إليس
إي. إيرل إليس (بالإنجليزية: E. Earle Ellis)‏ هو عالم عقيدة أمريكي، ولد في 18 مارس 1926 في فورت لودرديل في الولايات المتحدة، وتوفي في 3 مارس 2010.